# Nicu Stoian
Nicolae "Nicu" Stoian, född 17 februari 1957 i Râmnicu Sărat, är en rumänsk före detta volleybollspelare.
Stoian blev olympisk bronsmedaljör i volleyboll vid sommarspelen 1980 i Moskva.